# Lijst van nummer 1-hits in Duitsland in 2007
Deze hits stonden in 2007 op nummer 1 in de Musikmarkt Top 100, de bekendste hitlijst in Duitsland.
| Datum        | Artiest                      | Titel                                   |
| ------------ | ---------------------------- | --------------------------------------- |
| 5 januari    | Nelly Furtado                | All good things (come to an end)        |
| 12 januari   | Nelly Furtado                | All good things (come to an end)        |
| 19 januari   | Nelly Furtado                | All good things (come to an end)        |
| 26 januari   | Nelly Furtado                | All good things (come to an end)        |
| 2 februari   | Nelly Furtado                | All good things (come to an end)        |
| 9 februari   | Tokio Hotel                  | Übers ende der welt                     |
| 16 februari  | Herbert Grönemeyer           | Lied 1 – Stück vom himmel               |
| 23 februari  | Höhner                       | Wenn nicht jetzt, wann dann?            |
| 2 maart      | DJ Ötzi & Nik P.             | Ein stern (... der deinen namen trägt)  |
| 9 maart      | DJ Ötzi & Nik P.             | Ein stern (... der deinen namen trägt)  |
| 16 maart     | DJ Ötzi & Nik P.             | Ein stern (... der deinen namen trägt)  |
| 23 maart     | DJ Ötzi & Nik P.             | Ein stern (... der deinen namen trägt)  |
| 30 maart     | DJ Ötzi & Nik P.             | Ein stern (... der deinen namen trägt)  |
| 6 april      | DJ Ötzi & Nik P.             | Ein stern (... der deinen namen trägt)  |
| 13 april     | DJ Ötzi & Nik P.             | Ein stern (... der deinen namen trägt)  |
| 20 april     | DJ Ötzi & Nik P.             | Ein stern (... der deinen namen trägt)  |
| 27 april     | DJ Ötzi & Nik P.             | Ein stern (... der deinen namen trägt)  |
| 4 mei        | Beyoncé & Shakira            | Beautiful liar                          |
| 11 mei       | DJ Ötzi & Nik P.             | Ein stern (... der deinen namen trägt)  |
| 18 mei       | DJ Ötzi & Nik P.             | Ein stern (... der deinen namen trägt)  |
| 25 mei       | Mark Medlock                 | Now or never                            |
| 1 juni       | Mark Medlock                 | Now or never                            |
| 8 juni       | Rihanna & Jay-Z              | Umbrella                                |
| 15 juni      | Rihanna & Jay-Z              | Umbrella                                |
| 22 juni      | Rihanna & Jay-Z              | Umbrella                                |
| 29 juni      | Rihanna & Jay-Z              | Umbrella                                |
| 6 juli       | Rihanna & Jay-Z              | Umbrella                                |
| 13 juli      | Mark Medlock & Dieter Bohlen | You can get it                          |
| 20 juli      | Monrose                      | Hot summer                              |
| 27 juli      | Mark Medlock & Dieter Bohlen | You can get it                          |
| 3 augustus   | Mark Medlock & Dieter Bohlen | You can get it                          |
| 10 augustus  | Mark Medlock & Dieter Bohlen | You can get it                          |
| 17 augustus  | Azad & Adel Tawil            | Prison Break anthem (Ich glaub an dich) |
| 24 augustus  | Culcha Candela               | Hamma!                                  |
| 31 augustus  | Culcha Candela               | Hamma!                                  |
| 7 september  | Culcha Candela               | Hamma!                                  |
| 14 september | Culcha Candela               | Hamma!                                  |
| 21 september | Culcha Candela               | Hamma!                                  |
| 28 september | Culcha Candela               | Hamma!                                  |
| 5 oktober    | Rihanna                      | Don't stop the music                    |
| 12 oktober   | Rihanna                      | Don't stop the music                    |
| 19 oktober   | Die Ärzte                    | Junge                                   |
| 26 oktober   | Plain White T's              | Hey there Delilah                       |
| 2 november   | Plain White T's              | Hey there Delilah                       |
| 9 november   | Plain White T's              | Hey there Delilah                       |
| 16 november  | Alex C. & Y-Ass              | Du hast den schönsten arsch der welt    |
| 23 november  | Timbaland & OneRepublic      | Apologize                               |
| 30 november  | Timbaland & OneRepublic      | Apologize                               |
| 7 december   | Timbaland & OneRepublic      | Apologize                               |
| 14 december  | Timbaland & OneRepublic      | Apologize                               |
| 21 december  | Timbaland & OneRepublic      | Apologize                               |
| 28 december  | Timbaland & OneRepublic      | Apologize                               |